# Plagiochila celebica
Plagiochila celebica là một loài rêu trong họ Plagiochilaceae. Loài này được Schiffner ex Inoue mô tả khoa học đầu tiên năm 1984.